# Йодокус Хондиус
Йодокус Хондиус (Йоссе де Хондт) (на латински: Jodocus Hondius; на нидерландски: Josse de Hondt) е фламандски картограф и издател на карти и атласи.

## Биография
Хондиус е роден на 17 октомври 1563 година в Дентергем и израства в Гент. Първоначално се утвърждава като гравьор и майстор на инструменти и глобуси. През 1584 г. се премества в Лондон, за да избегне религиозните гонения във Фландрия, свързани с 80-годишната война.
Докато живее в Англия, Хондиус участва в публикуването на резултатите от околосветското пътешествие на Френсис Дрейк, извършено от 1577 до 1580 г. По-специално, Хондиус публикува през 1589 г. станалата известна карта на залива на Нови Албион, където Дрейк основава за кратко селище. Неговата карта е основана на корабните дневници и свидетелства на очевидци и дълго време разпалва спорове относно точното му местонахождение, което все още не е твърдо установено от историците. Предполага се също, че Хондиус е автор на няколко известни портрета на Дрейк в лондонската Национална портретна галерия.
През 1593 г. той се премества в Амстердам, където живее до края на живота си. Заедно с Корнелиус Клас през 1604 г. купуват плаките за Атласа на Герардус Меркатор от неговия внук. Работата на Меркатор по това време остава в сянката на конкурентния атлас Theatrum Orbis Terrarum на Абрахам Ортелий. Хондиус преиздава работата на Меркатор, като я допълва с 36 карти, сред които няколко, изработени от него. Въпреки това за автор е посочен Меркатор, а Хондиус – само като издател. Това ново издание на атласа на Меркатор жъне голям успех и се разпродава в рамките на една година. По-късно Хондиус публикува второ издание, както и малък формат Atlas Minor. Тези карти стават известни като серия карти на Меркатор-Хондиус.
Във френското издание на Atlas Minor за първи път се появява тематична карта (която изобразява елементите от определена тема със символи), наречена Designatio orbis christiani (1607) и показваща разпространението на основните религии.
Между 1605 и 1610 г. работи по поръчка на Джон Спийд и гравира плаките за неговата The Theatre of the Empire of Great Britaine.
Умира на 12 февруари 1612 година в Амстердам на 48-годишна възраст. След неговата смърт издателската му работа продължават вдовицата и двамата му сина Йодокус II и Хенрикус и зет му Йоханес Янсениус, чието име се появява на атласа като съиздател след 1633 г. Този атлас е издаден около 50 пъти на основните европейски езици, започвайки от 1606 г.